# 横山邦治
横山 邦治（よこやま くにはる、1932年1月22日 - ）は、日本の国文学者。専門は日本近世文学、特に読本。広島文教女子大学名誉教授。

## 来歴
広島県生まれ。広島大学文学部文学科を経て、1962年、同大学院文学研究科国語国文学科専攻博士課程単位取得退学。同年4月、可部女子短期大学講師。1969年9月「読本の研究」で広島大学文学博士。広島大学文学部助手として2年間勤務した後、広島文教女子大学助教授、教授。1995年から1997年まで同大学学長を務めた。1997年、停年退職。その後は、中国大連に活動拠点を移し、大連外国語学院客員教授、大連理工大学客員教授を歴任した。現地では、大連図書館の満州鉄道資料を始めとする書籍群の全貌を解明すると同時に、現地の日本語教育に貢献した。2008年、瑞宝中綬章叙勲。
中村幸彦に師事し、可部女子短期大学に勤務しながら、九州大学まで列車で通っていた。1987年から1996年まで、雑誌『読本研究』を刊行した。
可部女子短期大学などを設置する武田学園の創始者である武田ミキの信頼が篤く、武田学園の設置校の発展に大きく貢献した。

## 著書
- 『読本の研究 江戸と上方と』風間書房、1974
- 『奥の細道行脚』溪水社、1997

## 編著・校注
- 『読本の世界 江戸と上方』世界思想社、1985年
- 小枝繁「催馬楽奇談」・鶴鳴堂主人「鳥辺山調綫」（『新日本古典文学大系 80』）岩波書店、1992年
- 青木稔弥ほか編『読本研究文献目録』（監修）、渓水社、1993年
- 山根巴共編『近世・近代文学の形成と展開』和泉書院、1997年
- 校訂『小枝繁集』 国書刊行会〈叢書江戸文庫〉、1997年
- 山根巴共編『近代文学の形成と展開』和泉書院、1998年
- 曲亭馬琴『新日本古典文学大系 87　開巻驚奇侠客伝』岩波書店、1998年

## 記念論集
- 『日本のことばと文化　日本と中国の日本文化研究の接点　横山邦治先生叙勲ならびに喜寿記念論文集』渓水社、2009